# Tetraloniella wilmattae
Tetraloniella wilmattae är en biart som först beskrevs av Cockerell 1917.  Tetraloniella wilmattae ingår i släktet Tetraloniella och familjen långtungebin. Inga underarter finns listade i Catalogue of Life.